# Rovereto Basket
Il Rovereto Basket era la squadra di pallacanestro femminile di Rovereto.

## Storia
Ha preso parte alla Serie A1 2001-02. Nel 2002-03 la Popolare Trentino arriva quarta al termine della stagione regolare, ma viene sconfitta nei play-off per lo scudetto.
Ha vinto la Coppa Italia di Serie A2 nel 2000 e nel 2001.
Nel Rovereto Basket ha militato l'ex cestista Becky Hammon.

## Cronistoria
| Cronistoria del Rovereto Basket. |
| --- |
| - 1998-99 · Pasqualini, in Serie B, vince gli spareggi, promossa in Serie A2. - 1999-2000 · Pasqualini, 2ª nel Girone A di Serie A2, perde nella finale play-off; vincitrice della Coppa Italia di Serie A2 (1º titolo). - 2000-01 · Risto 3, 1ª nel Girone A di Serie A2, 2ª nel girone 1 della poule promozione, ammessa in Serie A1, vincitrice della Coppa Italia di Serie A2 (2º titolo). - 2001-02 · Risto 3, 10ª nel Serie A1, vince nella semifinale play-out. - 2002-03 · Popolare Trentino, 4ª nel Serie A1; quarti di finale playoff. - 2003-04 · 3ª nel Girone A di Serie A1, 3ª nel gruppo A della seconda fase, 2ª nella poule FIBA Cup. - 2004-05 · Popolare Trentino, 10ª nel Serie A1. - 2005 · Scioglimento della società. - Rifondazione come Basket Femminile Rovereto. - 2005-06 · in Serie B regionale. - 2006-07 · Risto 3, 11ª in Serie B Veneto. - 2007-08 · in Serie B regionale. - 2008-09 · 7ª in Serie C Veneto - Girone A. - 2009-10 · 8ª in Serie C Veneto - Girone A. - 2010-11 · 8ª in Serie C Veneto - Girone A. - 2011-12 · in Promozione Veneto. - 2012-13 · 2ª in Serie C Veneto. - 2013-14 · 7ª in Serie C Veneto. - 2014 · Scioglimento della società. |

## Palmarès
- Coppa Italia di Serie A2: 2
2000, 2001

## Statistiche e record

### Partecipazione ai campionati
| Livello | Categoria | Partecipazioni | Debutto   | Ultima stagione |
| ------- | --------- | -------------- | --------- | --------------- |
| 1º      | Serie A1  | 4              | 2001-2002 | 2004-2005       |
| 2º      | Serie A2  | 2              | 1999-2000 | 2000-2001       |

Il Rovereto Basket ha disputato complessivamente 6 stagioni sportive a livello nazionale.